# Equisetum alaskanum
Equisetum alaskanum là một loài dương xỉ trong họ Equisetaceae. Loài này được J.P. Anderson mô tả khoa học đầu tiên năm 1943.
Danh pháp khoa học của loài này chưa được làm sáng tỏ. 